# Тріумфальна арка (Бухарест)
Тріумфальна арка (рум. Arcul de Triumf) — тріумфальна арка в північній частині Бухареста. Знаходиться між шосе Кисельова і бульваром «Король Міхай I».

## Історія
Перша дерев'яна Тріумфальна арка в Бухаресті була споруджена на честь здобуття Румунією незалежності у 1878 році, щоб переможні війська могли пройти під нею. Наступна арка з бетонною основою, гіпсовими скульптурами і декором побудована на тому ж місці після закінчення Першої світової війни в 1922 році. Після серйозних руйнувань, арка була замінена в 1936 році на нинішню, виконану в неокласичному стилі, ретельно скопійовану з Тріумфальної арки в Парижі. Схожість з паризькою Тріумфальною аркою символізує румуно-французьку дружбу.
Кам'яна арка відкрита 1 грудня 1936 року. Автор проєкту Петре Антонеску.

## Опис
Тріумфальна арка в Бухаресті висотою 27 метрів, має прямокутну основу 25×11.50 м. Скульптури, якими прикрашена арка, були створені відомими румунськими скульпторами, такими як Йон Жаля і Димітріє Пачуря.
Нині під Тріумфальною аркою в Бухаресті щорічно 1 грудня, у зв'язку з національним святом Румунії, проходять військові паради.

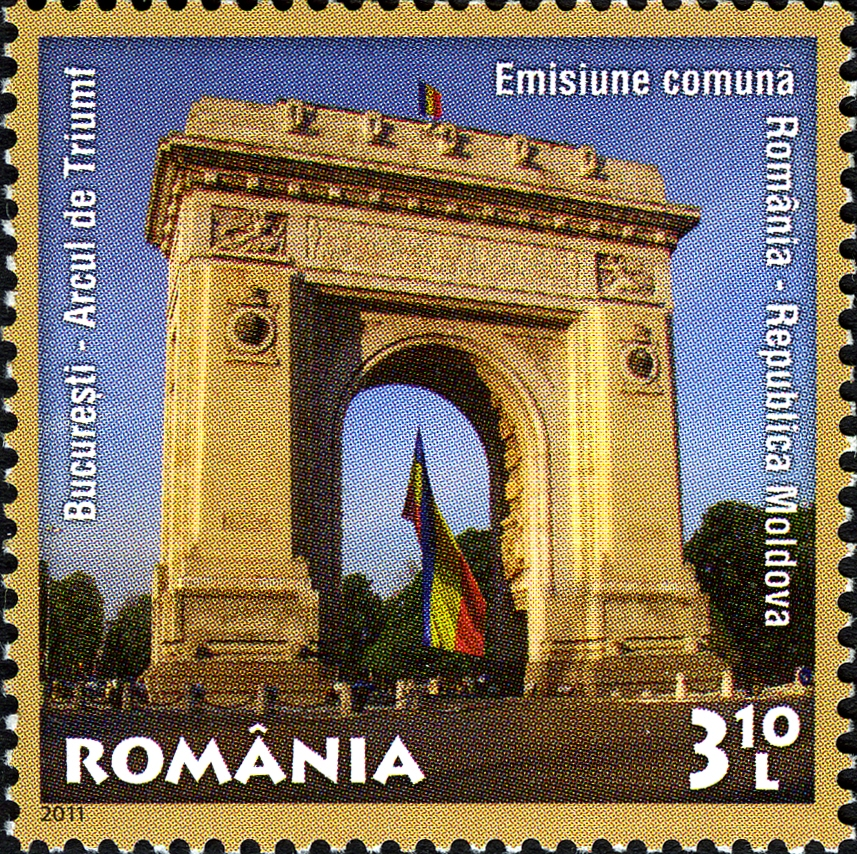